# Cratere Fabricius
Fabricius è un cratere lunare di 78,9 km situato nella parte sud-orientale della faccia visibile della Luna, nella parte nordorientale del cratere Janssen. Sull'orlo nord-nordest si trova un cratere leggermente più largo, il cratere Metius.
Ha alcuni picchi rocciosi nel centro alti circa 800 m, e delle alture frastagliate che si estendono da nordovest lungo la direzione nord-sud. Il margine del cratere è molto accidentato e quasi dilatato, soprattutto sui lati sud e sudest.
Il cratere è dedicato all'astronomo olandese David Fabricius.

## Crateri correlati
Alcuni crateri minori situati in prossimità di Fabricius sono convenzionalmente identificati, sulle mappe lunari, attraverso una lettera associata al nome.
| Fabricius | Coordinate            | Diametro (in km) |
| --------- | --------------------- | ---------------- |
| A         | 44°38′24″S 44°24′00″E | 55,02            |
| B         | 43°33′36″S 44°51′00″E | 16,55            |
| J         | 45°49′48″S 45°02′24″E | 15,59            |